# Ossineke
Pour le township du même comté, voir Ossineke Township.
 (juin 2020).
Ossineke est une census-designated place du comté d'Alpena, dans l’État du Michigan, aux États-Unis. Sa population s’élevait à 938 habitants lors du recensement de 2010.